# Exocentrus unicoloripennis
Exocentrus unicoloripennis là một loài bọ cánh cứng trong họ Cerambycidae.